# Саут-Бенд (тауншип, Миннесота)
Саут-Бенд (англ. South Bend) — тауншип в округе Блу-Эрт, Миннесота, США. На 2000 год его население составило 1491 человек.

## География
По данным Бюро переписи населения США площадь тауншипа составляет 43,8 км², из которых 43,8 км² занимает суша, водоёмов нет.

## Демография
По данным переписи населения 2000 года здесь находились 1 491 человек, 527 домохозяйств и 359 семей.  Плотность населения —  34,0 чел./км².  На территории тауншипа расположено 559 построек со средней плотностью 12,8 построек на один квадратный километр. Расовый состав населения: 97,32 % белых, 0,13 % афроамериканцев, 0,27 % коренных американцев, 0,47 % азиатов, 1,14 % — других рас США и 0,67 % приходится на две или более других рас. Испанцы или латиноамериканцы любой расы составляли 2,62 % от популяции тауншипа.
Из 527 домохозяйств в 31,9 % воспитывались дети до 18 лет, в 55,6 % проживали супружеские пары, в 8,2 % проживали незамужние женщины и в 31,7 % домохозяйств проживали несемейные люди. 22,6 % домохозяйств состояли из одного человека, при том 6,1 % из — одиноких пожилых людей старше 65 лет. Средний размер домохозяйства — 2,60, а семьи — 3,04 человека.
22,8 % населения младше 18 лет, 9,9 % в возрасте от 18 до 24 лет, 26,4 % от 25 до 44, 22,7 % от 45 до 64 и 18,2 % старше 65 лет. Средний возраст — 40 лет. На каждые 100 женщин приходилось 104,0 мужчин.  На каждые 100 женщин старше 18 приходилось 102,3 мужчин.
Средний годовой доход домохозяйства составлял 42 083 доллара, а средний годовой доход семьи —  46 719 долларов. Средний доход мужчин —  33 889  долларов, в то время как у женщин — 23 239. Доход на душу населения составил 18 038 долларов. За чертой бедности находились 5,5 % семей и 7,2 % всего населения тауншипа, из которых 7,0 % младше 18 и 4,1 % старше 65 лет.